# Expo Paisajes 2014
Expo Paisajes 2014 fue un proyecto de exposición sobre horticultura que se habría celebrado en la ciudad de Zaragoza en el año 2014.

## Historia de la candidatura
El 13 de septiembre de 2008, un día antes de que clausurara la Exposición Internacional de Zaragoza, se publicó en El Periódico de Aragón que el Ayuntamiento de Zaragoza estaba trabajando para lograr que la capital aragonesa volviera a celebrar otro evento internacional. En este caso, se trataba de una exposición sobre horticultura que tendría lugar en el año 2014.
El 29 de octubre de 2008, la Asociación Internacional de Productores de Horticultura (AIPH) ratificó en Dubái la organización por parte de Zaragoza de Expo Paisajes 2014. Así, completado de forma satisfactoria el trámite exigido ante la AIPH, el proyecto de Expo Paisajes 2014 debía ser acreditado y respaldado por la Oficina Internacional de Exposiciones (BIE, en francés) en la Asamblea de junio de 2009.

## Proyecto
Se trataba de una exposición internacional de flores, plantas y horticultura que tenía el objetivo de mostrar las últimas tendencias mundiales en producción agraria de innovaciones en los cultivos y ser un referente internacional para jardineros, paisajistas y agricultores de todo el mundo. Su lema era "Paisaje, medio ambiente y cultura".
La muestra se habría celebrado del 16 de mayo al 12 de octubre de 2014. El coste de su construcción hubiese sido de 70 millones de euros.
Inicialmente, se plantearon cuatro posibles localizaciones: la desembocadura del río Gállego en Vadorrey, que podría llegar hasta la otra orilla en Las Fuentes; el norte del barrio de Las Fuentes, en la zona más pegada al Ebro; otra mixta, en las dos riberas; y una última, entre Las Fuentes y San José. Su coste se estimó en unos 150 millones de euros, sin contar el desembolso por la adquisición de los terrenos. El gobierno PSOE-PAR defendió para hacer frente a esta inversión, en la que parecía complicado que se implique el Gobierno central, operaciones urbanísticas. La zona que se planteaba para montar la muestra, el este de la ciudad, estaba en manos de numerosos propietarios privados y habría habido que negociar con todos ellos, lo que a su vez, habría podido disparar el importe global de la Expo floral. Para solucionar esto, la medida que se estudió era acudir a la recalificación de los suelos y a convenios para construir miles de viviendas.
El 7 de abril de 2010, en una visita a la capital aragonesa, la entonces vicepresidenta primera del Gobierno, María Teresa Fernández de la Vega firmó un protocolo con el Ayuntamiento de Zaragoza y el Gobierno de Aragón en el que se daba el apoyo del Gobierno de España para la celebración del evento.
En el mes de marzo de ese mismo año, en una encuesta publicada por El Periódico de Aragón un 23,7% de zaragozanos vieron la organización del evento como malo o muy malo.

## Problemas políticos y renuncia a la muestra
En septiembre de 2008, la oposición municipal no dio el visto bueno al proyecto de una Expo de horticultura. Tanto PP, como CHA e IU, se tomaron poco en serio la idea, la tacharon de "cortina de humo" y de no responder a las necesidades inmediatas del Ayuntamiento.
En marzo de 2009, el Ayuntamiento de Zaragoza dio por "imposible" su objetivo de presentar en junio el proyecto de Expo Paisajes 2014 ante el BIE y decidió retrasar a diciembre la puesta de largo de la muestra dedicada a las flores y la horticultura.
En noviembre de 2009, la falta de consenso político obligó al equipo de gobierno PSOE-PAR del Ayuntamiento de Zaragoza a apostar por el meandro de Ranillas para ubicar el recinto de Expo Paisajes 2014, una decisión que, aunque estaba entre las opciones que se barajaban, supuso un revés para los barrios de Vadorrey, Las Fuentes y San José en su aspiración de acometer la transformación de la orla este de la ciudad a corto plazo y suscitó duras críticas. Pocos días más tarde, el alcalde de Zaragoza, Juan Alberto Belloch, renunció a organizar Expo Paisajes 2014 en el meandro de Ranillas y aplazó el proyecto hasta 2011, siempre y cuando consiguiera mayoría para volver a gobernar tras las elecciones municipales de ese año. En ese caso, retomaría la muestra dedicada a las flores y la horticultura en su ubicación original: la huerta de Las Fuentes y Vadorrey. Esto implicó el aplazamiento de la presentación del plan definitivo ante el BIE, que debía otorgar a Expo Paisajes la categoría de internacional, hasta después de las elecciones de mayo de 2011.
En mayo de 2010, el Pleno del Ayuntamiento de Zaragoza aprobó con los votos de la oposición en bloque una moción para instar al equipo de gobierno a que desestimase con carácter definitivo el evento.
Finalmente, el 13 de junio de 2011, Juan Alberto Belloch solicitó al concejal de Grandes Proyectos, Jerónimo Blasco, que notificase al BIE y a la AIPH que el Ayuntamiento renunciaba a albergar la muestra. Esto se debió a las exigencias planteadas por parte de CHA y de IU al alcalde Belloch a cambio de su apoyo para mantener la alcaldía. Asimismo, la crisis económica también hizo mella en los planes urbanísticos relacionados con la muestra.